# Il re degli ignoranti
Il re degli ignoranti (с итал. — «Король невежд» или «Король глупцов») — студийный альбом итальянского певца и актёра Адриано Челентано, выпущенный в 1991 году лейблом Clan Celentano. В том же году певец написал и выпустил одноименную книгу. Песни «Fuoco» и «Cammino» были также выпущены в качестве сингла.
В 2002 году альбом был переиздан на компакт-диске.

## Об альбоме
Il re degli ignoranti открывает новый этап в музыкальной карьере Челентано — здесь певец пробует себя в новых музыкальных стилях, прибегает к использованию компьютерных технологий обработки музыки. Пластинка была выпущена спустя четыре года с момента выхода предыдущего студийного альбома певца — La pubblica ottusità. Диск содержит как ранее не опубликованные композиции, так и ремейки уже издававшихся песен (например, ремейк композиции «Cammino» из альбома Atmosfera 1983 года). Всего в альбоме десять треков. В записи альбома в качестве бэк-вокалистов принимали участие дети Челентано — сын Джакомо, дочь Розита и дочь Розалинда.
В качестве презентации новой пластинки 5 ноября 1991 года на итальянском канале RAI вышла телепередача La Notte Rock (с итал. — «Ночной рок»), в которой артист отвечал на вопросы молодых людей, приехавших в студию из Милана и его пригородов. В 1994 году эта программа была показана с русским переводом на российском телеканале РТР.

## Художественные особенности
В композициях альбома используются звуковые эффекты — в начале восьмого трека, «Fuoco», слышен эффект переключения телевизора с канала на канал, а в начале песни «La terza guerra mondiale» слышны шаги, а в конце — шум поезда. Песня «Letto di foglie» — это итальянская версия композиции «You can be happy» из альбома Tecadisk 1977 года. Четвёртый трек, «Preludio imperiale», является не самостоятельной песней, а фортепианным проигрышем. Диск также содержит композицию о Третьей мировой войне («La terza guerra mondiale»), которую впоследствии многие критики называли «экологически чистым порно», так как фоном используются звуки стонущей женщины.
Песня «L’uomo di Bagdad il cow-boy e lo zar» — это обновлённая версия композиции «Napoleone il Cow Boy e lo Zar», где в названии слово «Наполеон» было заменено на «Человек из Багдада» (то есть, в связи с обстановкой в мире того периода образ французского императора был заменён на образ Саддама Хусейна). Аранжировка также заменена на более современную.
Титульная композиция, «Il re degli ignoranti», существует в двух вариантах. Первая версия была издана на официальном компакт-диске с альбомом. Вторая версия звучит в одноименном музыкальном клипе — в ней используется немного другая аранжировка, и продолжительность у этой версии больше.
Достаточно оригинальное название альбома закрепилось за исполнителем в качестве очередного прозвища, наряду с «Molleggiato» (с итал. — «Пружинка»). Сам Челентано прокомментировал это так:

Почему я окрестил себя «королём невежд»? Наверное, потому, что жизнь становится всё сложнее, и люди начинают мыслить всё более изощрённо и тонко. В такой ситуации откровений нужно ждать от простых людей — от прохожего, который, возможно, даже и читать толком не умеет. Мой вам совет: дорожите своим невежеством и делитесь им с теми, кто слишком поднаторел в вопросах экономики и культуры.— Адриано Челентано

## Коммерческий успех
Альбом занял третье место среди наиболее продаваемых пластинок 1991 года. По информации газеты Corriere della Sera, альбом вышел в количестве 500 000 копий и 100 000 переизданных экземпляров по состоянию на 2007 год.

## Список композиций
| №   | Название                                                         | Автор(ы)                                          | Длительность |
| --- | ---------------------------------------------------------------- | ------------------------------------------------- | ------------ |
| 1.  | «Il re degli ignoranti» (Король невежд)                          | Адриано Челентано                                 | 6:02         |
| 2.  | «Letto di foglie» (Постель из листьев)                           | Д. Б. Бескует, Рональд Джексон, Адриано Челентано | 5:39         |
| 3.  | «L’uomo di Bagdad il cow-boy e lo zar» (Багдадец, ковбой и царь) | Томпсон                                           | 4:51         |
| 4.  | «Preludio imperiale» (фортепианная вставка)                      | —                                                 | 0:45         |
| 5.  | «La più migliore» (Самая лучшая)                                 | Мауро Спина                                       | 4:27         |
| 6.  | «La terza guerra mondiale» (Третья мировая война)                | Адриано Челентано                                 | 4:35         |
| 7.  | «Preludio vento del passato» (музыкальная вставка)               | —                                                 | 1:11         |
| 8.  | «Fuoco» (Огонь)                                                  | Мауро Спина, Давид Романи                         | 5:32         |
| 9.  | «Buono come il pane» (Добрейший человек)                         | Адриано Челентано, Лука Черсосимо                 | 5:44         |
| 10. | «Cammino» (Шагаю)                                                | Адриано Челентано, Лука Черсосимо                 | 6:16         |

## Создатели альбома
- Адриано Челентано — вокалист, продюсер, аранжировщик.
- Джакомо Челентано, Розита Челентано, Розалинда Челентано — бэк-вокал.
- Паола Клиппи (итал. Paola Clippi), Анжела Паризи (итал. Angela Parisi) — бэк-вокал.
- Бесси Бори (итал. Bessy Bori), Вивиана Коррьери (итал. Viviana Corrieri) — бэк-вокал.
- Давид Романи (итал. Davide Romani), Энрико Ла Фалче (итал. Enrico La Falce), Лука Черсосимо (итал. Luca Cersosimo) — аранжировки.

## Издания
| Год  | Страна   | Формат           | Лейбл                                     |
| ---- | -------- | ---------------- | ----------------------------------------- |
| 1991 | Италия   | LP               | Clan Celentano                            |
| 1991 | Италия   | CD               | Clan Celentano                            |
| 1991 | Германия | LP               | CGD                                       |
| 2002 | Италия   | CD (переиздание) | Clan Celentano                            |
| 2010 | Италия   | CD (переиздание) | Clan Celentano, Arnoldo Mondadori Editore |